# Ulfborg-Vemb
Ulfborg-Vemb is een voormalige gemeente in Denemarken. Bij de herindeling van 2007 werd de gemeente bij Holstebro gevoegd.
De oppervlakte bedroeg 225,51 km². De gemeente telde 6959 inwoners waarvan 3511 mannen en 3448 vrouwen (cijfers 2005). Ulfborg-Vemb telde in juni 2005 164 werklozen. Er waren 2652 auto's geregistreerd in 2004.